# Xã Concord, Quận Delaware, Pennsylvania
Xã Concord (tiếng Anh: Concord Township) là một xã thuộc quận Delaware, tiểu bang Pennsylvania, Hoa Kỳ. Năm 2010, dân số của xã này là 17.231 người.